# شلوخوفسکایا
شلوخوفسکایا (به لاتین: Shelokhovskaya) یک منطقهٔ مسکونی در روسیه است که در استان آرخانگلسک واقع شده‌است.